# Мормонизм в России
По состоянию на 1 января 2011 года «Церковь Иисуса Христа Святых последних дней» насчитывала 19 946 членов в России. Теперь они организованы в 4 округах, 116 небольших приходах и 5 миссиях.
История Церкви Иисуса Христа Святых последних дней в России началась более 100 лет назад, хотя и была прервана в советское время. В 1843 году, спустя всего лишь 13 лет после организации Церкви Иисуса Христа Святых последних дней, Президент Джозеф Смит призвал двух мужчин проповедовать в России. Это назначение было отменено после смерти Джозефа Смита в 1844 году. В 1895 году в Санкт-Петербург был послан уроженец Швеции Август Йоэль Хёглунд (1855-1926), крестивший семью Йохана М. Линделофа. Эту семью затем время от времени посещали лидеры организации в начале 1900-х. В 1959 году Эзра Тафт Бенсон(1899-1994), бывший в то время министром сельского хозяйства США, посетил Центральную Баптистскую церковь в Москве, где молился о создании прихода.

## Возрождение

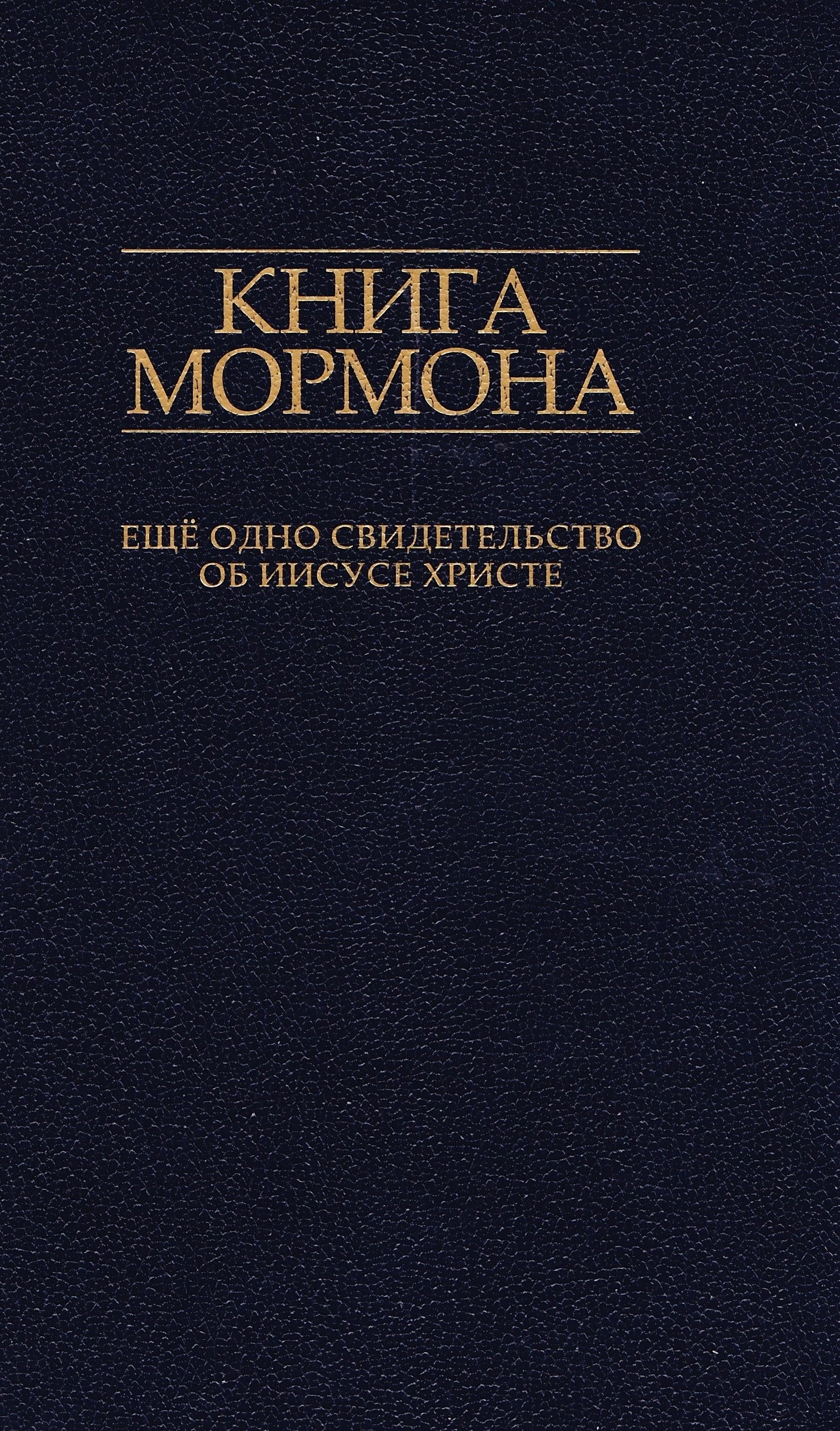
Книга Мормона, переведенная на русский язык

В сентябре 1989 года церковные лидеры уполномочили сотрудника посольства Соединённых Штатов в России проводить встречи членов организации в своей квартире. Четыре месяца спустя, в январе 1990, первые миссионеры прибыли в Ленинград. Первый новообращённый, которого они крестили, стал также первым миссионером последних дней из России, служа в штате Юта. В феврале 1990 был организован приход в Выборге. К середине лета 1990 Ленинградский приход, созданный в декабре 1989, имел 100 членов, а Выборгский — 25 членов. В сентябре Санкт-Петербургский приход был признан городскими властями, а в октябре был принят закон о свободе вероисповедания. В феврале 1992, когда количество членов организации достигло 750, были организованы две другие российские миссии.
В июне 1991 года хор Мормонской Скинии выступал в Большом театре в Москве и Ленинграде. Хор записал также несколько песен для радиоэфира, который прослушали предположительно 339 млн человек. В мае 1991 года Церковь Иисуса Христа Святых последних дней получила официальную регистрацию.
В 1998 году имел место инцидент с похищением мормонских миссионеров в Саратове.

## Организация
С 15 ноября 2015 года в России действует три колья (группы приходов): в Санкт-Петербурге, Москве и Саратове. Также существуют четыре округа: Новосибирский, Самарский, Тольяттинский, и Екатеринбургский.

## Храмы
В Церкви Иисуса Христа Святых последних дней храм — это здание, предназначенное для того, чтобы быть домом Господа. Храмы считаются членами Церкви самыми священными сооружениями на Земле. Важной частью религиозного развития членов Церкви является посещение храмов, и поэтому храмы строятся по всему миру.
Российские прихожане на протяжении многих лет пользовались храмом на Украине, однако, начиная с весны 2014 года, конфликт по вопросу принадлежности Крыма и конфликт на востоке Украины затруднили российским мормонам путешествия на Украину. На Дальнем Востоке члены церкви также использовали храмы в Японии и Сеуле (Южная Корея). На северо-западе России члены церкви часто используют храм в Хельсинки (Финляндия). В апреле 2018 года было объявлено о строительстве храма в России. Официально его будущее местонахождение пока не определено.

## Благотворительная деятельность
В России Церковью Иисуса Христа Святых последних дней было осуществлено более 100 гуманитарных проектов.  Деятельность включала пожертвование одежды, компьютеров, мебели и медицинского оборудования детским домам, больницам и местным организациям помощи, в дополнение к многочисленным местным инициативам обслуживания.  В 1991 году церковь пожертвовала 23 тонны продовольствия местным святым последних дней и не-прихожанам в Выборге, Санкт-Петербурге и Таллине (Эстония).

## Задержания за проникновения на запретные территории
Весной 1998 года в Самаре были задержаны два иностранных мормонских миссионера проникнувшие на территорию закрытой военной части.
22 октября 1998 года в Красноярске мормонские миссионеры — гражданин США Райан Воркман и гражданин Финляндии Харри Лорентэ — были задержаны когда попытались незаконно проникнуть на территорию воинской части № 65 400. Был поставлен вопрос об их высылке из Красноярского края. Начальник УВД Красноярска, рассказал корреспонденту ИТАР-ТАСС, что задержанными их правонарушение было объяснено желанием «провести религиозные беседы с военнослужащими».
5 мая 2000 года на территории строящегося режимного объекта ПВО в Гвардейском районе Калининградской области были задержаны мормонские миссионеры — 20-летний Майкл Браун и 21-летний Даниэль Бригз, приехавшие в Россию из штата Юта США. Был составлен протокол об административном правонарушении. 27 июня тот же Майкл Браун в сопровождении 19-летнего Кларка Джареда были повторно задержаны возле этого же военного объекта. В качестве объяснения своего проникновения на режимный объект они сказали, что ищут знакомую семью, но вот фамилию и точное место проживания не знают.
9 октября 2013 года Новоалтайский суд признал мормонских миссионеров Остлера Чейза Боделла и Андерсона Этана Глена виновными в нарушении ч.1 ст.18.8 КоАП РФ (нарушение режима пребывания иностранных граждан на территории РФ) и приговорил каждого из их к штрафу в размере 2000 рублей. Также рассматривается вопрос об их депортации, как и предъявление обвинений в шпионаже. Граждане США незаконно проникли по заданию своей организации «для приглашения военнослужащих прийти к Христу» на территорию закрытого автономного территориального образования «посёлок Сибирский», где расположена база РВСН.